# Calceolaria ramosa
Calceolaria ramosa är en toffelblomsväxtart som beskrevs av U. Molau. Calceolaria ramosa ingår i släktet toffelblommor, och familjen toffelblomsväxter. Inga underarter finns listade i Catalogue of Life.